# Marek Fiurášek
Marek Fiurášek (* 21. ledna 1975 Valašské Meziříčí) je bývalý český sdruženář, který závodil v 90. letech 20. století.
Startoval na ZOH 1998, kde pomohl českému týmu k osmému místu v závodě družstev. Na juniorském světovém šampionátu 1995 získal s českým týmem (Rygl, Šmejc) stříbrnou medaili. Tentýž rok dosáhl v závodě divize B Světového poháru třetího místa.